# King Kong by Starship
King Kong by Starship (tiếng Hàn: 킹콩 by 스타쉽), trước đây là King Kong Entertainment (tiếng Hàn: 킹콩엔터테인먼트), là một công ty giải trí của Hàn Quốc chuyên quản lý diễn viên được thành lập vào năm 2009.

## Lịch sử
King Kong by Starship được thành lập vào năm 2009 bởi Lee Jin-sung, một cựu nhân viên của SidusHQ. Kim Bum là nghệ sĩ đầu tiên của công ty.
Vào ngày 20 tháng 5 năm 2015, 100% cổ phần của công ty đã được thu mua lại bởi Starship Entertainment, một công ty con của Kaokao M.
Vào ngày 2 tháng 1 năm 2017, Starship Entertainment và King Kong Entertainment chính thức sáp nhập. Các cơ quan cùng nhau đồng ý vẫn sử dụng tên Starship Entertainment, trong khi bộ phận quản lý các diễn viên sẽ hoạt động dưới tên gọi King Kong by Starship.

## Nghệ sĩ
Danh sách dựa theo trang web chính thức.
- Ahn Ji-hye
- Bona
- Chae Soo-bin (2019–nay)
- Cho Yoon-woo
- Choi Hee-jin
- Choi Won-myeong
- Han Min
- Hyungwon[4]
- Im Soo-jung (2018–nay)
- Jeon So-min (2020–nay)[5]
- Ji Woo (2019–nay)
- Jo Yoon-hee (2014–nay)
- Jung Dong-hyun
- Jung Won-chang
- Kang Eun-ah
- Kim Bum (2009–nay)
- Lee Dong-wook (2011–nay)
- Lee Kwang-soo (2010–nay)
- Lee Jong-hwa (2018–nay)
- Lee Ruby
- Lee Seung-hun[6]
- Oh Ah-yeon (2015–nay)
- Oh Hye-won (2016–nay)
- Shin Seung-ho (2021–nay)
- Song Ha-yoon (2019–nay)
- Song Seung-heon (2019–nay)
- Son Woo-hyun (2021–nay)[7]
- Yoo Yeon-seok (2009–nay)

## Cựu nghệ sĩ
- Han Chae-ah (2011–2012)
- Jang Hee-jin (2012–2014)
- Ji Il-joo
- Jung Dong-hyun
- Kim Da-som (2010–2021)
- Kim Ji-an (2015–2017)
- Kim Ji-won (2014–2019)
- Kim Min-ji (2019–2021)
- Kim Sun-a (2011–2014)
- Lee Chung-ah (2009–2014)
- Lee Elijah (2017–2021)
- Lee Ha-nee (2012–2014)
- Lee Jin (2011–2015)
- Lee Mi-yeon
- Lee Young-yoo (2013–2014)
- Lim Ju-eun (2013–2018)
- Park Hee-soon (2015–2021)
- Park Min-woo (2013–2019)
- Park Min-young (2010–2014)
- Seo Hyo-rim (2012–2014)
- Song Min-jung (2011–2014)
- Sung Yu-ri (2010–2014)
- Yoon Jin-yi (2012–2019)

## Giải thưởng và đề cử
| Năm  | Lễ trao giải                                               | Hạng mục đề cử         | Người nhận   | Kết quả   | Tham khảo |
| ---- | ---------------------------------------------------------- | ---------------------- | ------------ | --------- | --------- |
| 2014 | Giải thưởng Ngôi sao APAN lần thứ 3 (3rd APAN Star Awards) | Người quản lý tốt nhất | Lee Jin-sung | Đoạt giải | [ 8 ]     |